# اونیتسه
اونیتسه (به چکی: Únice) یک منطقهٔ مسکونی در جمهوری چک است که در شهرستان استراکونیتسه واقع شده‌است.
 اونیتسه ۵٫۵۸ کیلومتر مربع مساحت و ۵۷ نفر جمعیت دارد و ۴۶۸ متر بالاتر از سطح دریا واقع شده‌است.